# Алгоритм Эндрю
Алгоритм Эндрю — алгоритм построения выпуклой оболочки в двумерном пространстве, модификация алгоритма Грэхема.
В отличие от алгоритма Грэхема, использует лексикографическое упорядочение точек по координатам, за счёт этого алгоритму не требуется использовать вещественные числа и тригонометрические функции. Алгоритм по отдельности вычисляет верхнюю и нижнюю оболочки из последовательных цепей точек. В сущности, алгоритм Эндрю является частным случаем алгоритма Грэхема, когда центральная точка выбирается бесконечно удалённой в отрицательном направлении по оси ординат, так что в этом случае упорядоченность по абсциссе совпадает с упорядоченностью по полярному углу.

## Применение
Первый алгоритм[уточнить] сортирует набор точек {\displaystyle S} за счёт увеличения {\displaystyle x}, а затем {\displaystyle y}. Пусть минимальные и максимальные координаты {\displaystyle x} будут {\displaystyle x_{min}} и {\displaystyle x_{max}}. Очевидно что у первой из точек {\displaystyle x=x_{min}}. Но могут быть и другие точки с этой минимальной {\displaystyle x}-координатой. Найдём такие точки в которых есть два минимума и два максимума и соединим их отрезком. Остальное множество точек разделяется на два, в зависимости от того с какой стороны от этой прямой точки лежат. Таким образом мы можем определить новую нижнюю и новую верхнюю линии. В совокупности эти линии и дают требуемую оболочку.
Для построения верхней оболочки точки множества {\displaystyle S} упорядочивается в соответствии с возрастанием абсциссы и после совершается работа полученных данных по алгоритму Грэхема. Для этого алгоритм Эндрю использует стек {\displaystyle x_{0},x_{1},\dots ,x_{t}} для хранения текущей верхней оболочки. Точка {\displaystyle x_{t}} считается находящейся на вершине стека. После окончания работы алгоритма стек содержит верхнюю оболочку множества {\displaystyle S}.